# Rum Mehmed Paixà
Rumi o Rum Mehmed Pasha (? - 1472/1473) fou un gran visir de l'Imperi Otomà de 1468 a 1469 o 1470. Era d'origen grec o segons algunes fonts albanès. La seva carrera és desconeguda però el 1466 fou nomenat segon visir i després de la campanya albanesa del mateix any, que fou un fracàs, el sultà el va tenir al seu entorn més proper. El 1468 va participar en la campanya de Karaman i es va enfrontar al gran visir Mahmut Paixà Angelovitx. Li foren encarregades les deportacions dels habitants d'alguns poble de l'emirat de Karaman (Laranda i Konya), generalment artesans i professionals i fou acusat d'actuar com un grec contra els musulmans, però el sultà va recompensar el seu zel nomenant-lo gran visir en comptes del seu rival Mahmud Pasha. La seva duresa amb la població de Karaman va provocar l'aixecament dirigit pels prínceps locals Sultanzâde Pîr Ahmed Bey i Kasım Bey que es van apoderar de Laranda. Mehmed va fer una ràpida contraofensiva, va destruir Laranda i Ereğli (1469) i totes les propietats privades i wakfs foren confiscats i passaren a ser dominis de l'estat (miri) amb els quals es van crear timars pels servidors del sultà. Va atacar Alanya però no la va ocupar, sembla que, com que estava casada amb una germana de Kilidj Arslan, darrer bei d'Alanya. Llavors va perseguir a la tribu dels varsaks però aquestos li van causar una greu derrota a les muntanyes del Taure. A causa d'això fou revocat del càrrec (final de 1469 o començament de 1470) i fou enviat amb un comandament menor a l'expedició contra Negrepont (Eghriboz) al juny de 1470. Va mantenir una constant rivalitat amb Mahmut Paixà Angelovitx i Karamanlı Mehmed Paixà, que finalment va provocar la seva execució el 1472/1473.